# Autobahn
Autobahn (německý výraz pro dálnici) je studiové album německé electro skupiny Kraftwerk.
Jedná se o čtvrté studiové album Kraftwerk, avšak je prvním albem, ke kterým se skupina zpětně hlásí (skladby z předchozích alb Kraftwerk, Kraftwerk 2 a Ralf und Florian nehrají na koncertech, ani nejsou zařazena v remasterované edici The Catalogue).
Na rozdíl od předchozích alb, kde Kraftwerk používali více klasické nástroje (někdy elektronicky upravené), je album Autobahn více v režii prvních syntezátorů, hlavně legendárního syntezátoru Minimoog, který titulní skladbě propůjčil její typickou vzletnou a lehkou atmosféru.
Ralf Hütter s Florianem Schneiderem se ve svých kompozičních dovednostech počali více ubírat cestou systematiky navzdory improvizaci, která je silně patrná v jejich předchozích dílech. Perkusivní složku skladeb převzaly bicí automaty a sekvencery, které mohly poskytnout velmi přesný rytmus.
Eponymní dva a dvacetiminutová skladba Autobahn znamenala obrovský skok ve vývoji dosavadní elektronické hudby, spolu s albem Oxygene francouzského interpreta Jeana Michela Jarreho představuje podle některých hudebních kritiků přelomové album elektronické hudby. Zároveň se stala první skladbou, která Kraftwerk proslavila ve Spojených státech amerických, kde se 11 týdnů držela v hitparádách. Nemalý podíl na tomto komerčním úspěchu na obou stranách Atlantiku měl jistě fakt, že skladba Autobahn byla popovějšího rázu než veškerá předchozí tvorba skupiny, neboť nebyla pouze instrumentální a svou strukturou více odpovídala popovým standardům. Autorem textu skladby je spolupracovník a fotograf skupiny Emil Schult.
Album však není ryze elektronické, následujícím skladbám dominují i flétna (např. Morgenspaziergang, v podání Floriana Schneidera), kytara či housle.
Autobahn je poslední album, které vznikalo ve spolupráci s producentem Konradem (Connym) Plankem.

## Singly
1. Autobahn – 1975, CD singl 1985
2. Kometenmelodie 2 – 1975, 1981
3. Mitternacht – 1975

## Seznam skladeb
1. (22:42) Autobahn
2. (06:26) Kometenmelodie 1
3. (05:48) Kometenmelodie 2
4. (03:43) Mitternacht
5. (04:04) Morgenspaziergang